# أدب ليبي
الأدب الليبي تعود جذوره إلى الحضارة الإسلامية، ونشوء العربية لغة شعر خاصةً في العصر العباسي؛ ولكن الأدب الليبي الحديث هو الأدب الناشئ في دولة ليبيا الحديثة من خلال التأثير الناجم عن النهضة العربية.
بيد أن النهضة العربية في أواخر القرن التاسع عشر وأوائل القرن العشرين لم تصل إلى ليبيا في وقت مبكر مثل غيرها من الأراضي العربية، ولم يساهم الليبيون إلا قليلا في تطورها الأولي. ومع ذلك، فقد طورت ليبيا في هذا الوقت تقاليدها الأدبية الخاصة، والتي تركزت على الشعر الشفوي، والذي عبر الكثير منه عن المعاناة التي جلبتها فترة الاستعمار الإيطالي. كُتب معظم الأدب الليبي المبكر في الشرق، في مدينتي بنغازي ودرنة: وبصورة خاصة بنغازي، بسبب أهميتها كعاصمة ليبية مبكرة وتأثير الجامعات الموجودة هناك. وكانت هذه المناطق أيضًا هي المناطق الحضرية الأقرب إلى القاهرة والإسكندرية (وهي مناطق غير متنازع عليها في تأثيرها على الثقافة العربية في جميع العالم العربي في ذلك الوقت). وحتى اليوم، فإن معظم الكتاب - على الرغم من انتشارهم في جميع أنحاء البلاد - يستمدون إلهامهم من شرق ليبيا وليس غربها.
لقد كان الأدب الليبي تاريخيًّا مسيسًا للغاية. تعود الحركة الأدبية الليبية إلى الاحتلال الإيطالي في أوائل القرن العشرين. كان سليمان الباروني، أحد الشخصيات المهمة في المقاومة الليبية ضد الاحتلال الإيطالي، قد كتب أول ديوان للشعر الليبي الحديث، كما نشر صحيفة بعنوان "الأسد المسلم".
بعد الهزيمة الإيطالية في الحرب العالمية الثانية، تحول تركيز الأدب الليبي إلى النضال من أجل الاستقلال. لقد كانت فترة الستينيات من القرن العشرين عقدًا مضطربًا بالنسبة لليبيا، وهذا ما انعكس في أعمال الكتاب الليبيين. وكان التغيير الاجتماعي، وتوزيع الثروة النفطية، وحرب الأيام الستة من بين المواضيع الأكثر مناقشة. وفي أعقاب الانقلاب الذي وقع عام 1969 والذي جلب معمر القذافي إلى السلطة، أنشأت الحكومة اتحاد الكتاب الليبيين. منذ ذلك الحين، اتخذت الأدبيات في البلاد نهجًا أقل عدائية تجاه الحكومة، وغالبًا ما كانت تدعم سياسات الحكومة بدلًا من معارضتها.
وبما أن الأدب الليبي لم يُترجم إلا القليل فلم يُعرف إلا داخل العالم العربي، وبالتالي فقد حظي عدد قليل من المؤلفين الليبيين باهتمام كبير خارج العالم العربي. ربما يكون الكاتب الليبي الأشهر، إبراهيم الكوني، غير معروف تقريبًا خارج العالم الناطق باللغة العربية.

## التاريخ

### الأعمال الليبية المبكرة
قبل الغزو الإيطالي، كانت المجلات الأدبية الليبية تهتم في المقام الأول بالسياسة. ومن بين مجلات هذه الفترة مجلة العصر الجديد عام 1910، ومجلة التراجم عام 1897. ولم يتكشف الوعي الليبي إلا مع وحشية الغزو الإيطالي، وذلك من خلال القصة القصيرة. يقول وهبي البوري في مقدمة كتاب البواكير، وهي مجموعة قصصية كتبها من عام 1930 إلى عام 1960، إن القصة القصيرة الليبية ولدت كرد فعل على الاحتلال الإيطالي والنهضة الأدبية المصرية في القاهرة والإسكندرية. وعلى وجه التحديد، ساعدت نسخ من قصائد مثل "بنغازي الخالدة" في دعم المقاومة الليبية.
كانت السياسة الإيطالية في ذلك الوقت تتمثل في قمع التطلعات الثقافية الليبية الأصلية، وبالتالي قمع أي منشورات تظهر التأثير الأدبي المحلي. ولعل المطبوعة الوحيدة في ذلك الوقت التي كانت ذات جذور ليبية كانت مجلة "ليبيا المصورة" الممولة من إيطاليا. رغم أنها بدأت كدعاية إيطالية، إلا أن المجلة تضمنت أعمال وهبي البوري، الذي يُعتبر أبا القصص القصيرة الليبية.
يقول الشاعر الليبي خالد مطاوع:
في مقابل الادعاءات بأن ليبيا تمتلك أدبًا محدودًا، قد يسارع علماء الكلاسيكيات إلى الإشارة إلى أن الشاعر الغنائي اليوناني القديم كاليماخوس والكاتب النثري المتميز سينيسيوس كانا ليبيين. لكن دارسي التاريخ والأدب الليبيين سيلاحظون فجوة زمنية شاسعة بين هذين النجمين القديمين وكتاب اليوم. [...] لقد قدمت ليبيا تاريخيًا مساهمة محدودة في الأدب العربي.
صُنفَت العديد من حكايات إيسوب كجزء من نوع "الحكايات الليبية" في التقاليد الأدبية على الرغم من أن بعض العلماء يزعمون أن مصطلح "ليبيا" كان يستخدم لوصف أعمال الأراضي غرب مصر، في اليونان القديمة.

### 1950-1960
ومع انسحاب القوات الأوروبية، ولدت فترة من التفاؤل مع عودة الليبيين المتعلمين الذين عاشوا في المنفى في مصر وسوريا ولبنان. ومن بين جيل الخمسينيات كان هناك كتاب مشهورون مثل كامل مقهور وأحمد فقيه وبشير هاشمي الذين كتبوا جميعهم بروح التفاؤل التي تعكس روح الاستقلال.
بدأ الأدب الليبي يزدهر في أواخر الستينيات، مع كتابات صادق النيهوم، وخليفة الفاخري، وكامل المقهور (نثر)، ومحمد الشلتمي، وعلي الريجي (شعر). كان العديد من الكتاب الليبيين في ستينيات القرن العشرين يتبنون آراء قومية واشتراكية وتقدمية بشكل عام. كما أنتج بعض الكتاب أيضًا أعمالًا تنتقد دخول شركات النفط الأمريكية باعتبارها هجومًا على بلادهم. وفي هذه الفترة أيضًا بدأت تظهر انتقادات للأميركيين (مع شركاتهم النفطية) واليهود (بسبب تأسيس إسرائيل في عام 1948 م) باعتبارهم غرباء؛ كما هي العادة في الأدب العربي.

### 1969-1986، سنوات الثورة
في عام 1969، أدى انقلاب عسكري إلى وصول معمر القذافي إلى السلطة. وفي منتصف سبعينيات القرن العشرين، أنشأت الحكومة الجديدة دار نشر واحدة، وطلبت من المؤلفين أن يكتبوا دعمًا للسلطات. أما الذين رفضوا فقد سُجنوا، أو هاجروا، أو توقفوا عن الكتابة. وظل مؤلفون مثل كامل مقهور وأحمد فقيه، الذين هيمنوا على المشهد الثقافي في الخمسينيات والستينيات، يشكلون المصدر لمعظم الإنتاج الأدبي.

### الكتاب الليبيون الجدد
لقد خُففَت قوانين الرقابة، ولكن لم تُلغى، في أوائل التسعينيات، مما أدى إلى تجديد أدبي. ويتم التعبير عن قدر من المعارضة في الأدب المعاصر المنشور في ليبيا، ولكن الكتب لا تزال تخضع للرقابة والرقابة الذاتية إلى حد ما. في عام 2006، ومع انفتاح ليبيا على الولايات المتحدة، تغيرت طبيعة الرواية. ومن بين الكاتبات الليبيات المعترف بهن دوليا ليلى النيهوم، ونجوى بن شتوان، ومريم سلامة. يصف الكاتب والمترجم الليبي عمر الككلي: غازي القبلاوي ومحمد المصراتي ومحمد الأصفر وستة آخرين بأنهم كتاب القصة القصيرة الليبيون "الذين اكتسبوا شهرة كبيرة في العقد الأول من القرن الجديد".
في مقالته الصادرة عام 2024 بعنوان "رحلة الرواية الليبية عبر النضال والتنوع"، كتب غازي القبلاوي عن "نهضة الأدب الليبي" منذ عام 2010. وكان من بين الجوائز الخاصة التي حصلت عليها رواية "خبز على مائدة العم ميلاد " لمحمد نعاس جائزة البوكر العربية العالمية لعام 2022 م.
يتأثر الأدب الليبي المعاصر بالتقاليد المحلية، وآداب شمال أفريقيا وشرق البحر الأبيض المتوسط العربية، والأدب العالمي بشكل عام. كما ساهم الكتاب المهاجرون بشكل كبير في الأدب الليبي، ومن بينهم إبراهيم الكوني، وأحمد الفقيه، وصادق النيهوم. تشكلت في أواخر القرن العشرين جماعة ليبية معاصرة تسمى FC، وكان من أبرز قادتها شخص يُسمى بنيناه.[بحاجة لمصدر]

## طالع أيضًا
- الكتاب الليبيون
- ثقافة ليبيا